# Hermandad del Cristo de las Lágrimas (Córdoba)
La Hermandad y Cofradía de Nazarenos del Santísimo Cristo de las Lágrimas y María Santísima de las Penas es una Hermandad de culto católico de la ciudad de Córdoba, España. Tiene su sede canónica en la Iglesia de Nuestra Señora de la Asunción, en la barriada del Parque Figueroa, y realiza su salida procesional en la tarde-noche del Sábado de Pasión.

## Historia
La iniciativa nace en el año 1999 alrededor de la talla del Santísimo Cristo de las Lágrimas, obra de Miguel Arjona y que fue encargado por la feligresía al imaginero a través de un fondo común. Así, un grupo de devotos, con la colaboración del párroco de entonces de la Iglesia de Nuestra Señora de la Asunción, D. Miguel Vacas, tomaron la idea de crear una confraternidad alrededor de la imagen y que le rindiera culto. De esta manera, se conformó un grupo parroquial del que se tienen pocos datos durante sus primeros años de existencia, pero el cual se terminaría convirtiendo en Hermandad después de que sus estatutos fueran aprobados de forma definitiva en 2014. Hasta ese entonces, este grupo de devotos había dado forma a unos actos cultuales en honor a la imagen, además de realizar la salida de ésta a hombros de los hermanos por las calles de su barrio para presidir el ejercicio del Vía Crucis en la tarde-noche del Viernes de Dolores, algo que continua realizando en la actualidad.
De hecho, 2014 fue un año clave en la historia de la corporación. Para empezar, el sábado 11 de enero, con motivo de la Misión Popular que se iniciaba ese año en su sede canónica realizó una Salida Extraordinaria con su Titular cristífero. En ésta, la talla procesionó por las calles del Parque Figueroa, haciéndolo por primera vez sobre un paso procesional, y siendo acompañado en todo momento por representantes otras Hermandades de la ciudad de Córdoba, fieles y devotos del barrio. El paso utilizado fue cedido por la Hermandad de la Piedad, de la barriada próxima al Parque Figueroa de las Palmeras, teniendo además como acompañamiento musical a la extinta Banda de Cornetas y Tambores de Nuestro Padre Jesús Nazareno Rescatado de Córdoba. Cabe destacar que la corporación realizó su salida desde los Colegios Provinciales de la Diputación, debido a la imposibilidad de hacerlo desde su parroquia por las reducidas dimensiones de la puerta de ésta.  
Más adelante, en el mismo año 2014, se produjo la llegada y posterior bendición de la Titular mariana de la Hermandad, María Santísima de las Penas, siendo Bendecida por D. Demetrio Fernández, Obispo de Córdoba. La talla es obra de Juan Jiménez y Pablo Porras, discípulos del imaginero Francisco Romero Zafra. En el mismo acto de la bendición se produjo la entrega de los estatutos firmados y aprobados, y del Decreto de Erección Canónica, convirtiéndose oficialmente en Hermandad a todos los efectos. Además de todo esto se ofreció a la nueva titular un concierto interpretado por la Banda de Música de Nuestra Señora de la Estrella de Córdoba.
Ya en 2016, la Hermandad realizaría la primera salida procesional de María Santísima de las Penas en la tarde-noche del Sábado de Pasión, haciendo Estación en la Iglesia de Santa Rafaela María, en la barriada de Arroyo del Moro. Cabe destacar que fue una tarde algo inestable en lo meteorológico, y que cuando el paso llegaba a la parroquia de Santa Rafaela María, comenzó a llover, debiendo refugiarse el paso bajo unos soportales laterales de la iglesia hasta que la lluvia remitió y permitió reanudar el camino de la corporación a su sede canónica. En 2017 repetiría la salida de la Titular mariana, con el mismo recorrido y día, pero con el estreno de los hábitos nazarenos y cuerpo de acólitos al cortejo. En ambos años, la imagen procesionó sobre el paso del Corpus de la Hermandad de la Sagrada Cena, cedido para la ocasión, y contando con el acompañamiento musical de la Banda Sinfónica Municipal de Dos Torres. 
Sin embargo, la Hermandad decidió que en 2018 dejaría de realizar su Estación con la imagen de la Virgen, centrándose a partir de entonces en la salida y realización del paso de misterio del Santísimo Cristo de las Lágrimas, el cual representaría la instantánea pasionista de la Exaltación. Los escasos medios de la corporación para sacar dos pasos por ese momento fue lo que desembocó en la dolorosa decisión de que la Titular mariana dejará de procesionar el Sábado de Pasión, pero manteniendo su Rosario Vespertino el quinto domingo de Cuaresma. Así, en los siguientes años, la imagen del Santísimo Cristo volvería a procesionar sobre su propio paso procesional junto a la primera figura realizada de su paso de misterio: un sayón obra de Pedro Jesús Pila Martínez.

## Imágenes Titulares

### Santísimo Cristo de las Lágrimas
La talla cristífera es obra del imaginero Miguel Arjona Navarro del año 1999. Es una imagen moderna, que demás, presenta la peculiaridad de ser el único crucificado de Córdoba cuyos pies están clavados por dos clavos distintos, representando una iconografía única. Su perfección apolínea de la anatomía y su palidez recuerdan el carácter neoático de la pintura del Crucificado de Francisco de Zurbarán, con la peculiaridad de que imagen representa a un Jesús aún vivo, con los ojos abiertos y todavía sin la yaga de su costado. Su boca se encuentra entreabierta, posiblemente por las complicaciones que a los crucificados les suponía el respirar cuando estaban clavados en el madero.
El paso de misterio representará la escena de la Exaltación, tal y como quedó aprobado en un Cabildo Extraordinario de hermanos de finales de 2017. En esta escena, la imagen cristífera iría acompañada de un total de seis imágenes: dos sayones que tiran con cuerdas de la Cruz para levantarla, un tercer sayón que empuja la Cruz desde la base para ayudar a ponerla en pie, dos romanos, de los cuales uno va a caballo, y los dos ladrones. No obstante, la culminación del misterio no tiene fecha prevista, pues todo dependerá de cómo evolucione la Hermandad. En la actualidad, están realizados los dos sayones que tiran con cuerdas de la Cruz, obras de Pedro Jesús Pila Martínez en los años 2018 y 2020 respectivamente. Sin embargo, estos no procesionan debido a las estrechas dimensiones del actual paso de salida. 

### María Santísima de las Penas
Obra de los imagineros Juan Jiménez González y Pablo Porras Castro, ambos discípulos del también imaginero Francisco Romero Zafra, en el año 2014. En la actualidad no procesiona en la salida de la Cofradía el Sábado de Pasión, realizando su salida tan sólo en el Rosario Vespertino organizado por la Hermandad el quinto domingo del tiempo litúrgico cuaresmal.

## Música
En la actualidad, para su salida procesional por las calles de la barriada del Parque Figueroa, la Agrupación Nuestro Padre Jesús de la Fe en su Sagrada Cena de Córdoba es la encargada de poner sus sones tras el único paso de la Cofradía.
No obstante, a lo largo de su corta historia, la corporación ha contado con el acompañamiento de otras asociaciones musicales:
- Ejercicios del Vía Crucis del Viernes de Dolores y Rosario Vespertino del V Domingo de Cuaresma: Trío de música de la Banda de Música de la Estrella de Córdoba.

- Salida Extraordinaria en enero de 2014: Banda de Cornetas y Tambores de Nuestro Padre Jesús Nazareno Rescatado de Córdoba.

- Primera Salida Procesional de Maria Santísima de las Penas en Estación de Penitencia: Banda Sinfónica Municipal de Dos Torres (Córdoba)

## Salida procesional
| Predecesor: La O | Orden de salida (Vísperas) Séptimo lugar | Sucesor: Traslado al Sepulcro |